# Initiative for Interstellar Studies
L'Initiative for Interstellar Studies (i4is) est une société à but non lucratif enregistrée au Royaume-Uni, dont les objectifs sont l'éducation et la recherche sur les défis du voyage interstellaire. Elle est à l'origine d'études de sondes interstellaires à voile solaire propulsées par laser de petite taille (projet Dragonfly) et de missions vers des objets interstellaires (projet Lyra). Plusieurs de ses dirigeants ont fait partie de l'équipe gagnante du 100 Year Starship (en), créée par la NASA et la DARPA.
Les activités américaines de i4is sont coordonnées par l'Institute for Interstellar Studies, une organisation à but non lucratif enregistrée dans le Tennessee, aux États-Unis.

## Projets et activités notables
- Projet Dragonfly :

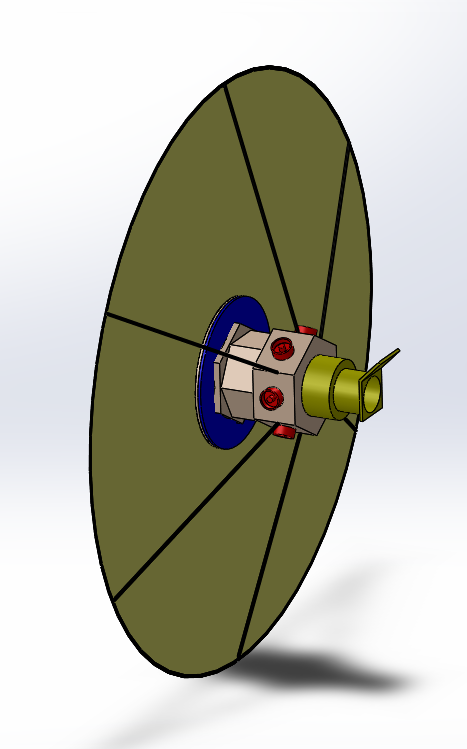
Vue d'artiste de la sonde Dragonfly : ce concept a remporté le concours de design du projet Dragonfly.

i4is a lancé en 2013 un projet, nommé Dragonfly, portant sur un petit vaisseau spatial interstellaire à voile solaire propulsé par laser,. Quatre équipes d'étudiants ont travaillé sur des concepts pour une telle mission en 2014 et 2015 dans le cadre d'un concours de design,. Le concept de l'équipe de l'Université de Californie, Santa Barbara, a ensuite été sélectionné comme architecture de système de référence pour Breakthrough Starshot. Une étude ultérieure, le projet Andromède, a fourni des informations à Breakthrough Starshot avant son annonce en 2016,.
- Projet Lyra :

En novembre 2017, i4is a lancé le projet Lyra et proposé un ensemble de concepts de mission pour atteindre les objets interstellaires 1I/ʻOumuamua et 2I/Borissov, et des objets qui restent à découvrir, Le projet a été présenté dans de nombreux médias,.
- World Ships :

i4is a publié des articles sur les vaisseaux-mondes et les grands vaisseaux générationnels interstellaires et a présenté ses résultats lors de l'atelier interstellaire de l'ESA en 2019 ainsi que dans la revue Acta Futura de l'ESA,,. Plusieurs membres de son équipe principale ont déjà travaillé sur le projet Hyperion d'Icarus Interstellar.

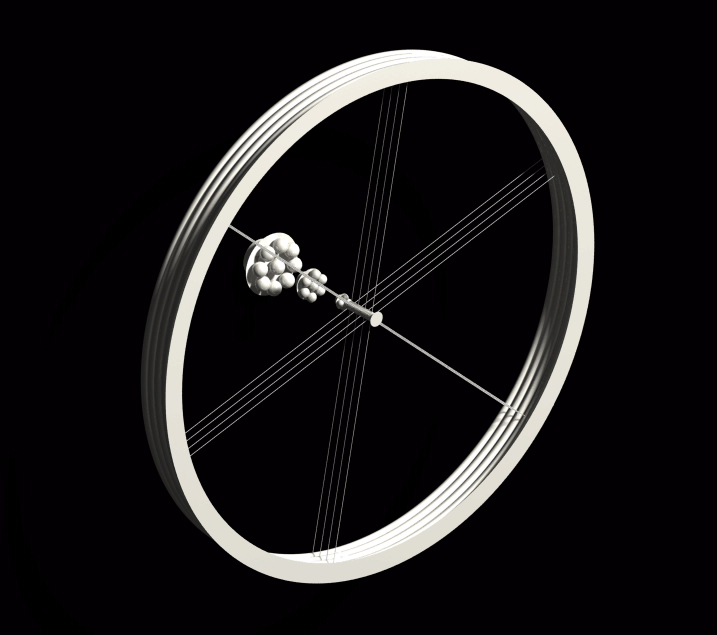
Vaisseau générationnel basé sur un tore de Stanford, proposé par le projet Hyperion.

- Mission d'astrobiologie sur Vénus :

À la suite de la découverte présumée de phosphine dans l'atmosphère de Vénus en 2020, i4is a publié une étude sur une mission d'astrobiologie dédiée, basée sur une flotte de ballons pour sonder l'atmosphère vénusienne,.
- Principium :

L'i4is publie un bulletin d'information trimestriel, Principium.